# Factory: La Geonova Libre
Factory: La Geonova Libre es un juego de rol de fantasía que enmarca el conflicto entre la magia y la tecnología. Fue publicado en noviembre del 2005 en Monterrey, Nuevo León.
Actualmente se está trabajando en una segunda edición la cual se encuentra en beta público.